# Спас Георгиев (футболист)
Вижте пояснителната страница за други личности с името Спас Георгиев.
Спас Иванов Георгиев е български футболист, полузащитник, който играе за Ботев (Враца).

## Кариера
Георгиев е роден на 21 юни 1992 г. в град Стара Загора. Преминава през ДЮШ на Славия, като през 2010 година подписва първи професионален договор с отбора.